# Andrej Ivanovič Lexell

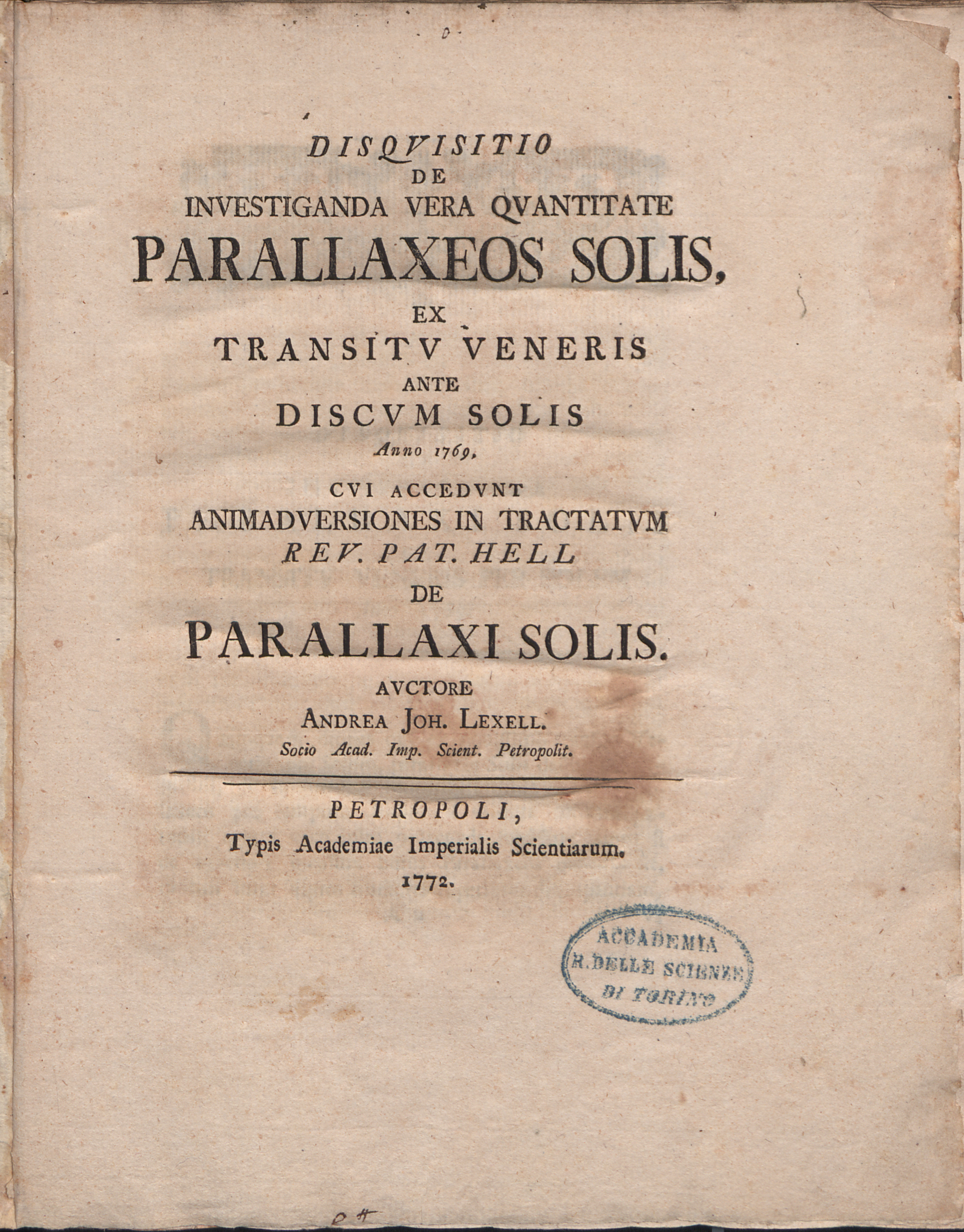
Disquisitio de investiganda vera quantitate

Andrej Ivanovič Lexell (24. prosince 1740 – 30. listopadujul./ 11. prosince 1784greg. Sankt Petěrburg) byl ruský astronom a matematik finskošvédského původu. V Rusku je znám jako Андрей Иванович Лексель (Ľekseľ), na Západě se častěji používá jeho rodné jméno Anders Johan Lexell.
Narodil se v Turku v tehdy švédském Finsku a již ve 20 letech získal doktorát na zdejší univerzitě. Pak několik let působil na univerzitě v Uppsale. V roce 1768 přesídlil do Ruska, kde v Petrohradě spolupracoval s Leonhardem Eulerem (stal se blízkým přítelem jeho rodiny) a kde studoval pohyby komet. Spočítal oběžnou dráhu komety D/1770 L1 objevené 14. června 1770. I když byla objevena Charlesem Messierem, díky Lexellovu výpočtu byla nazvána Lexell. Její oběžnou dráhu spočítal na 5 let a 7 měsíců.
Tato kometa je známa díky svému největšímu přiblížení k Zemi, až na vzdálenost menší než 3 miliony km. Lexell dokázal, že tato kometa měla před přiblížením k planetě Jupiter v roce 1767 mnohem vzdálenější perihélium, a předpověděl, že při dalším přiblížení k této planetě, po dvou obězích kolem Slunce, v roce 1779 bude vymrštěna na dráhu vedoucí mimo sluneční soustavu.
Také jako jeden z prvních spočítal oběžnou dráhu tělesa objeveného v roce 1771 a dokázal, že oběžná dráha je více podobná oběžné dráze planety než komety. Vyvrátil tak domněnku objevitele tohoto tělesa Williama Herschela, že se jedná o kometu. Tato nově objevená planeta byla později nazvána Uran.
Z drobných změn dráhy planety Uran odvodil existenci další planety, i když nespočítal její polohu. Tento výpočet provedli o mnoho let později Urbain Le Verrier a Adams, což vedlo k objevu planety Neptun.
V roce 1773 byl Lexell zvolen členem Královské švédské akademie věd.
Kromě komety Lexell byl po Lexellovi pojmenován asteroid (2004) Lexell a kráter na Měsíci.